# Oosterzee-Buren
Oosterzee-Buren (en frison : Eastersee-Buorren) est un village de la localité d'Oosterzee, de la commune néerlandaise de De Fryske Marren, situé dans la province de Frise.